# Rödvatten
Rödvatten är en sjö i Lilla Edets kommun och Stenungsunds kommun i Bohuslän och ingår i Göta älvs huvudavrinningsområde. Sjön är 29,8 meter djup, har en yta på 0,747 kvadratkilometer och befinner sig 114,9 meter över havet.

## Delavrinningsområde
Rödvatten ingår i det delavrinningsområde (644746-128249) som SMHI kallar för Mynnar i Göta älvs vattendragsyta. Medelhöjden är 103 meter över havet och ytan är 27,12 kvadratkilometer. Det finns inga avrinningsområden uppströms utan avrinningsområdet är högsta punkten. Vattendraget som avvattnar avrinningsområdet har biflödesordning 2, vilket innebär att vattnet flödar genom totalt 2 vattendrag innan det når havet efter 54 kilometer. Avrinningsområdet består mestadels av skog (72 %) och jordbruk (12 %). Avrinningsområdet har 1,63 kvadratkilometer vattenytor vilket ger det en sjöprocent på 6 %.